# Faserpflanze

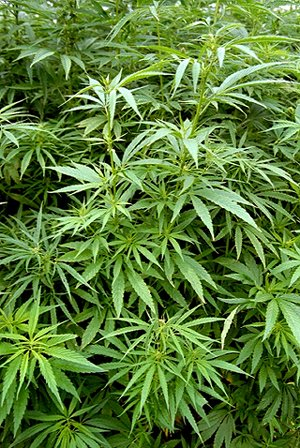
Nutzhanfpflanzen

Als Faserpflanzen bezeichnet man in der Landwirtschaft alle Pflanzen, die hauptsächlich zur Gewinnung ihrer Fasern angebaut werden bzw. angebaut werden könnten. Dabei können unterschiedliche Pflanzenteile für die Fasergewinnung relevant sein, wodurch eine Unterscheidung in Samenfasern, Bastfasern und Blattfasern getroffen wird.

## Übersicht
(siehe auch Artikel Faser und Naturfaser)

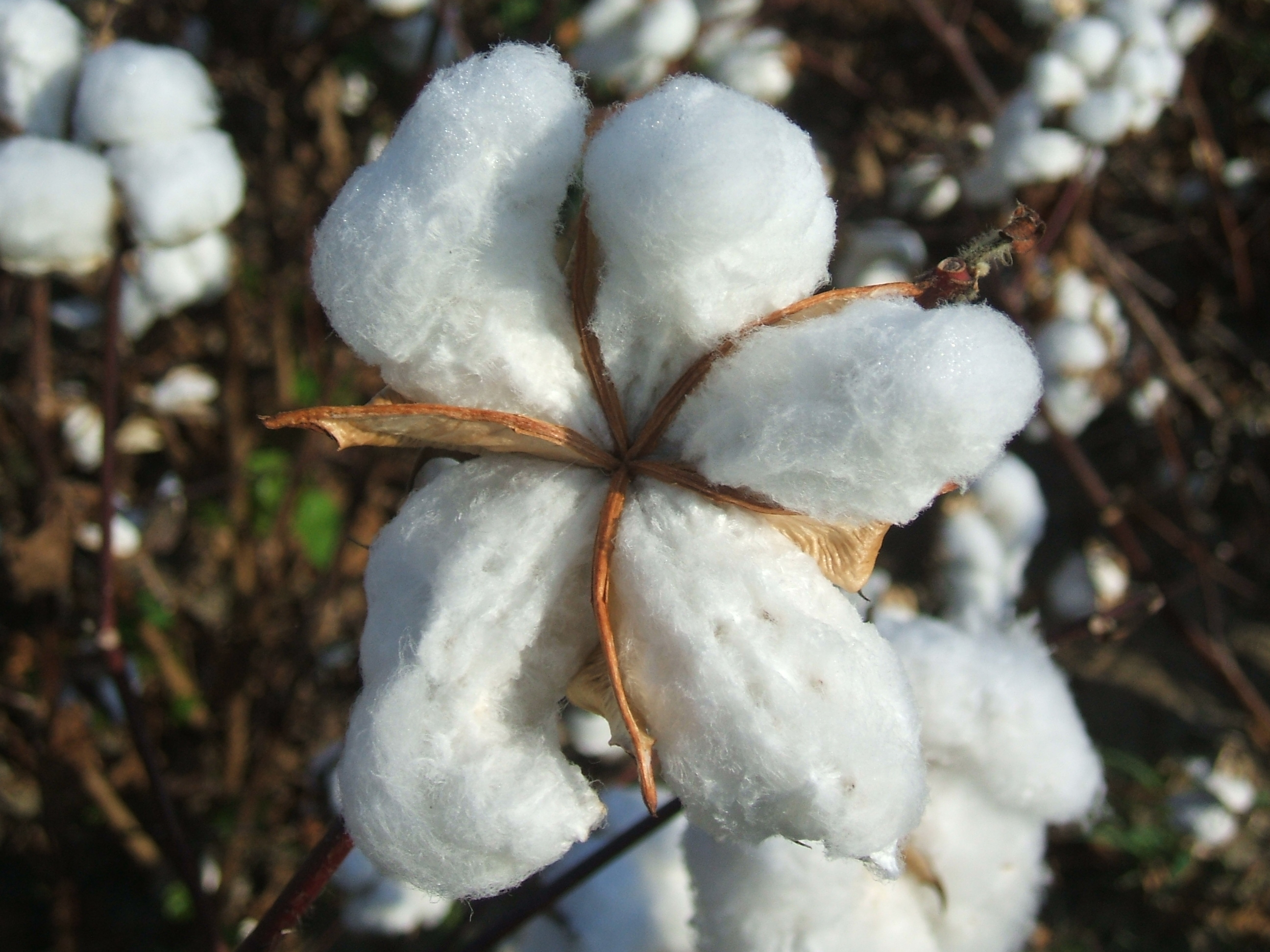
Reife, geöffnete Baumwollkapseln

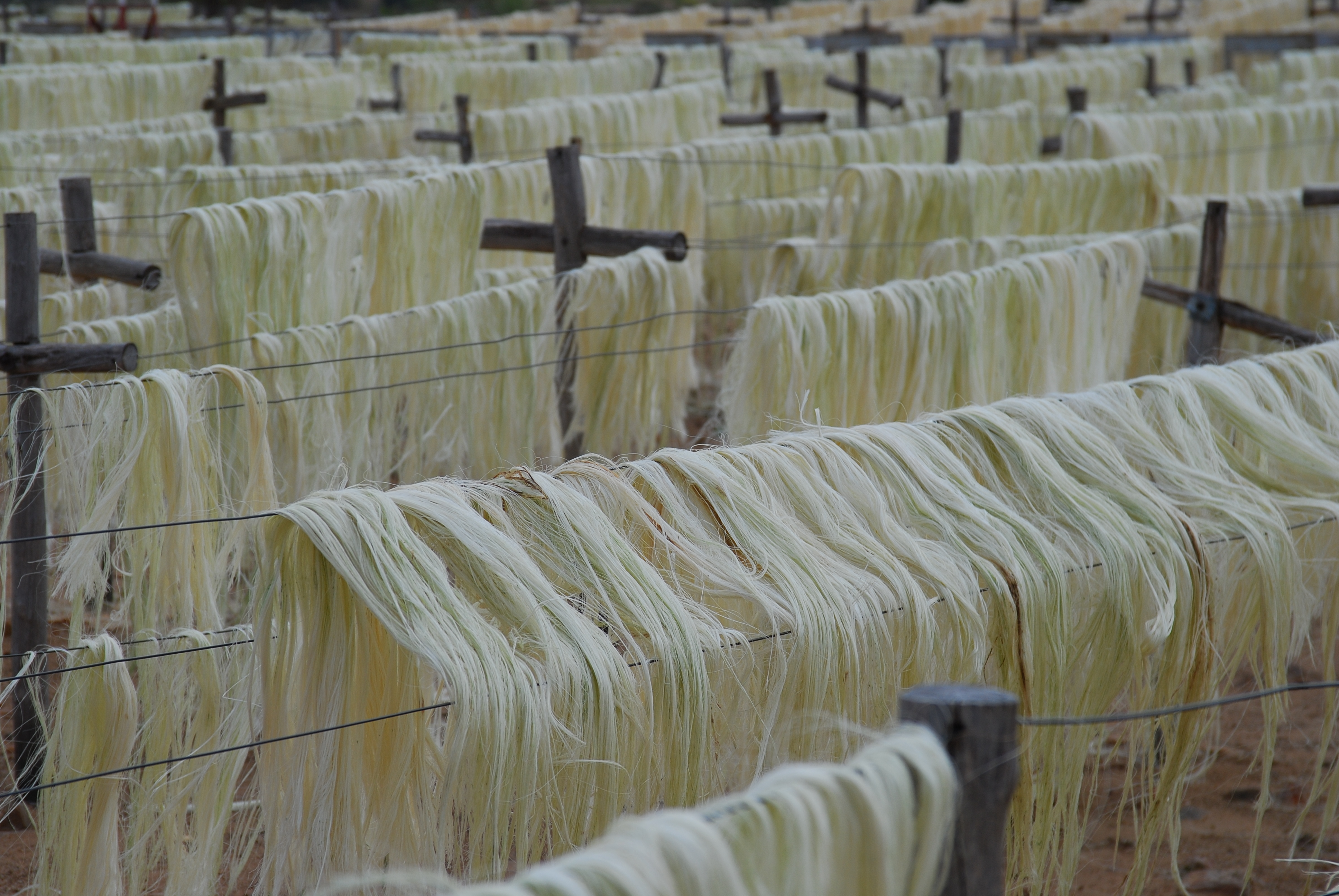
Trocknung von Sisalfasern

Alle pflanzlichen Fasern bestehen aus unterschiedlichen Anteilen an Cellulose, Lignin, Pektin, Hemicellulose, anderen, wasserlöslichen Substanzen und teilweise Wachsen. Ihre genaue Zusammensetzung kann sehr unterschiedlich sein. Ein wichtiges Unterscheidungsmerkmal ist der Polymerisationsgrad (häufig auch DP = Degree of Polymerization) der Cellulose, das heißt die Anzahl an Glucoseresten. Dieser hat großen Einfluss auf die Fasereigenschaften. So steigt etwa die Faserfestigkeit mit steigendem Polymerisationsgrad. Pflanzenfasern haben, abhängig von Pflanzenart und -teil, unterschiedliche Eigenschaften. Sie kommen als Leitbündel im Stängel oder Stamm, in der Rinde (etwa als Bast) und als Samen-Fortsätze vor. Im Fall der Bast- und Blattfasern dienen sie als Verstärkung der Pflanzenteile, im Fall der Baumwolle dienen die Samenhaare der Verbreitung des Samens mit dem Wind.
Die folgende Liste gibt die unterschiedlichen Pflanzenfasern wieder (die Abkürzungen in Klammern geben die gültigen Kurzbezeichnungen nach DIN 60001-1 Textile Faserstoffe an):
- Samenfasern
  - Baumwolle (CO) aus den Samenhaaren der Frucht der Baumwollpflanze
  - Kapok (KP) aus dem Inneren der Kapselfrucht des echten Kapokbaumes
  - Pappelflaum
- Bastfasern
  - Bambusfaser
  - Brennnessel, siehe auch Fasernessel
  - Hanffaser (HA)
  - Jute (JU)
  - Leinen (LI) aus dem Gemeinen Lein
  - Ramie (RA)
  - Sunn-Hanf
- Blattfasern
  - Sisal (SI) aus Agaven-Blättern
  - Abacá (Manilahanf), Hartfaser aus den Blättern einer Faserbanane
  - Henequen
  - Neuseeländer Flachs
  - Ananas
  - Curauá
  - Caroá
  - Ichu-Gras (Jarava ichu)
  - Macambira
  - Bogenhanf
- Fruchtfasern
  - Kokos (CC) aus der Fruchthülle der Kokospalmenfrüchte

Nicht zu den Faserpflanzen werden Hölzer gezählt, obwohl aus ihnen ebenfalls Fasern, die Holzfasern gewonnen werden können.
Die Blattfasern sowie die Kokosfaser werden vom Handel und der Textilindustrie auch als Hartfasern bezeichnet.
Sowohl Ananas als auch Curauá und Caroá gehören zur Familie der Bromeliengewächse. Ihre Verwendung zur Fasergewinnung ist weniger bekannt und erfolgt heute meist als Nebenprodukt des Anbaus zur Gewinnung der Frucht. Neben der Sisalagave gibt es noch eine Reihe weiterer Faser liefernder Arten aus der Familie der Agaven, die unter anderem zur Gattung der Furcraea gehören. Diese werden auch als Mauritiushanf bezeichnet. Die Verwendung der Bezeichnungen Hanf und Flachs für Faserpflanzen die eigentlich gar nicht mit diesen verwandt sind, ist häufig (Beispiele siehe oben) und führt leicht zu Verwechslungen. Daneben werden auch verschiedene Binsengräser, gespaltener Bambus und andere Pflanzen als Faserstoff verwendet. Bastreste von Linde und Eiche stellen die häufigsten Funde von jungsteinzeitlichen Faserresten dar. Die langen Fasern dieser Baumarten dienten als Werkstoff zur Herstellung von Körben, Matten und Schnüren.

## Faserpflanzen und Pflanzenfasern Mitteleuropas
Zu den Faserpflanzen bzw. Pflanzenfasern Mitteleuropas zählen alle Faserpflanzen, die in Mitteleuropa, also z. B. Deutschland, gut (klimatisch bedingt) angebaut werden können. Die folgende Liste erwähnt alle zur Fasergewinnung brauchbaren Pflanzen.
- Samen-/Fruchtfasern
  - Wollgras
  - Weide
  - Pappel oder siehe Pappelflaum
  - Rohrkolben

- Bastfasern
  - Hopfen

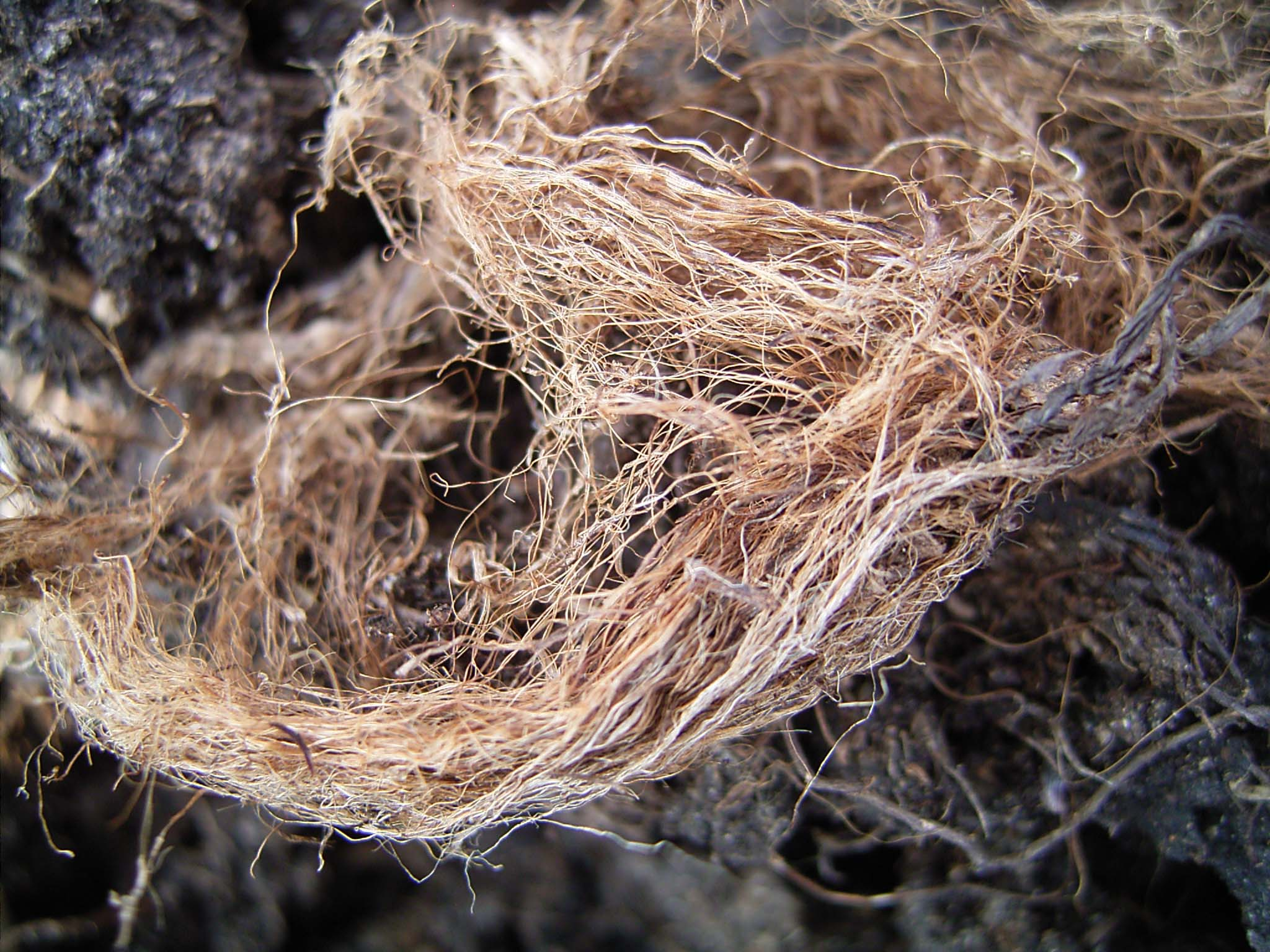
Torffasern

  - Brennnessel, siehe auch Fasernessel
  - Hanffaser (HA)
  - Lupine u. a. Hülsenfrüchtler (Erbsen; Bohnen; Steinklee)
  - Leinen (LI) aus dem Gemeinen Lein
  - Malven oder Stockrosen
  - Besenginster
  - Korbweide
  - Maulbeerbaum
  - Linde
  - Stroh
  - Wasserhanf
  - Seidelbast
- Blattfasern
  - Rohrkolben, aus den langgestreckten Blättern; sehr harte Faser, ähnlich wie Jute
- Andere Faserquellen
  - Torffaser
  - Seegras
  - Waldwolle; speziell gekochte Nadeln (meist von Kiefern)[2]

## Verwendung

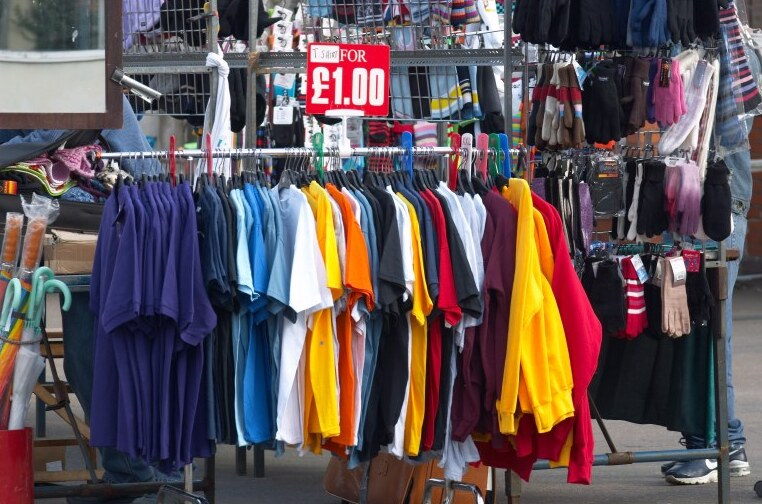
Naturfasern werden hauptsächlich für Bekleidung verwendet

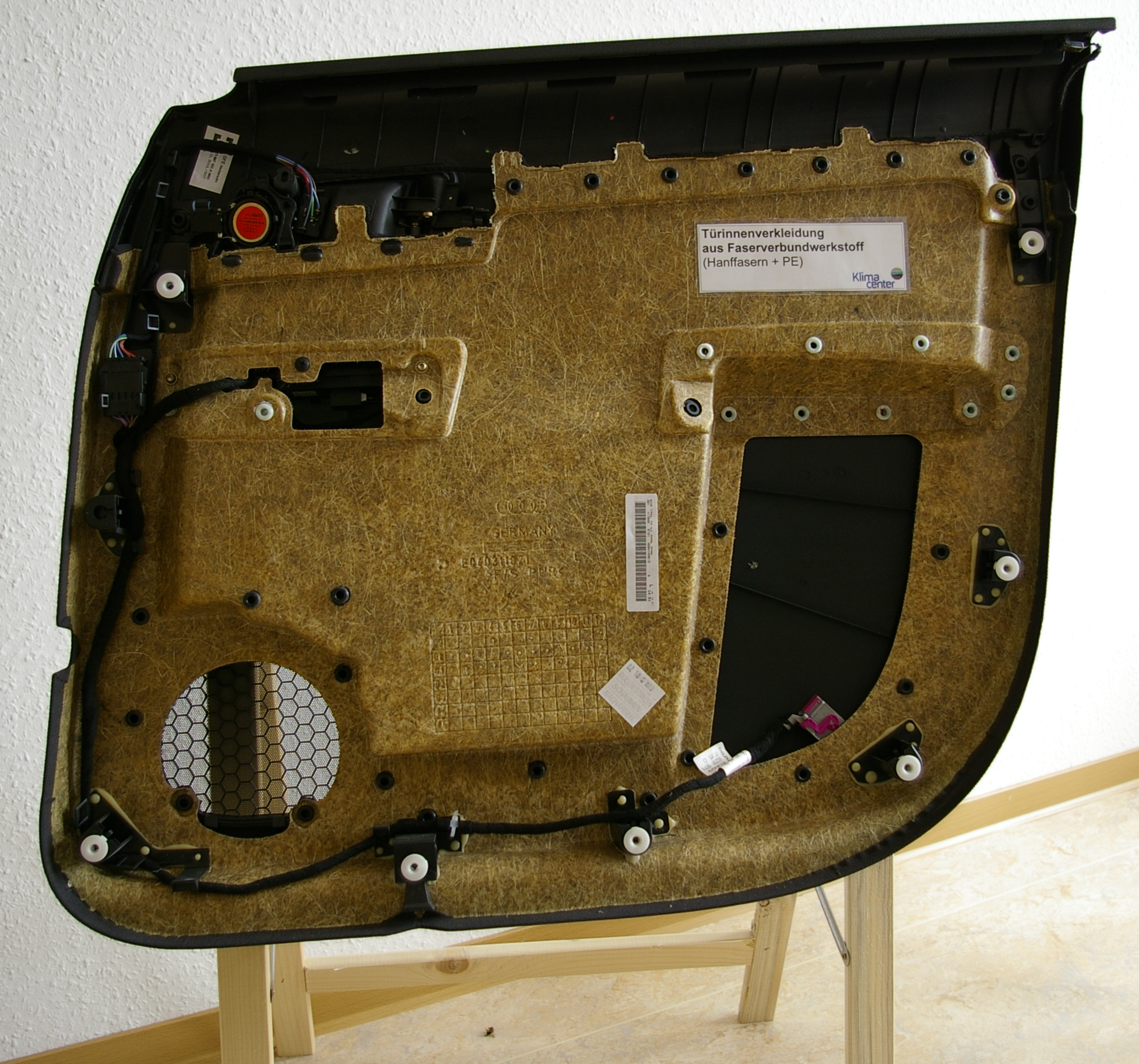
Türinnenverkleidung aus hanffaserverstärktem Kunststoff (Matrix Polyethylen PE)

Faserpflanzen wurden und werden zur Herstellung von Textilien für Bekleidung, aber auch für technische Zwecke, wie Verpackung (z. B. Jutesäcke) oder Dämmstoff (z. B. Wärmedämmung), hergestellt. Pflanzenfasern stehen in diesem Bereich in Konkurrenz zu tierischen Naturfasern und Chemiefasern.
Pflanzenfasern können auch zur Herstellung von Zellstoff und holzfreiem Papier verwendet werden. Früher spielte Hanf hier eine wichtige Rolle. Heute jedoch wird dieser Bedarf vor allem mit Zellstoff aus Holz gedeckt. Neben diesen traditionellen Verwendungen werden Pflanzenfasern auch zunehmend in Naturfaserverstärkten Kunststoffen eingesetzt.

## Anbau weltweit
Folgende Tabelle gibt einen Überblick über die weltweiten Anbauflächen von Faserpflanzen auf Basis der Angaben der Food and Agriculture Organization (FAO). Für Angaben zur Faserproduktion siehe den Artikel Naturfaser. In Deutschland werden an Faserpflanzen nur Hanf (schwankend zwischen 800 und 2000 ha), Flachs (ca. 50 ha) und Fasernessel (265–300 ha) angebaut.
| Pflanze                                 | Anbaufläche (in Mio. ha) |
| --------------------------------------- | ------------------------ |
| Baumwolle                               | 34,74                    |
| Jute                                    | 1,31                     |
| Flachs                                  | 0,52                     |
| Sisal                                   | 0,39                     |
| Juteähnliche Faserpflanzen, z. B. Kenaf | 0,29                     |
| Abaca                                   | 0,15                     |
| Ramie                                   | 0,11                     |
| Hanf                                    | 0,06                     |
| andere Agaven, z. B. Henequen           | 0,05                     |

## Geschichte der Faserpflanzen

### Baumwolle

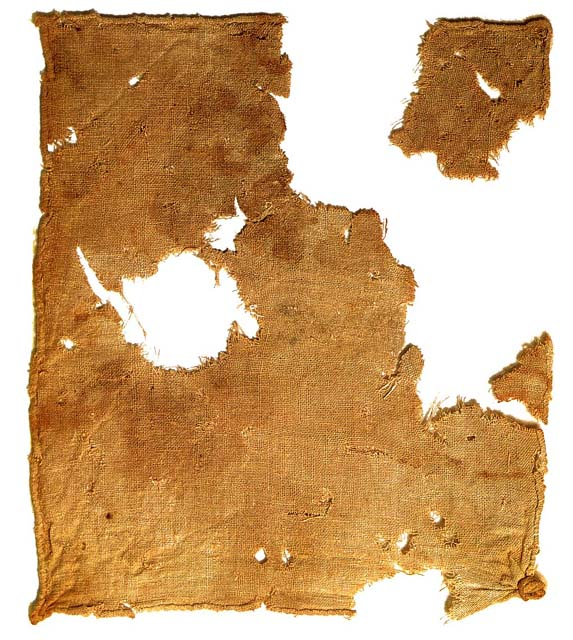
Konservierte Überreste eines alten Leinengewebes aus dem Toten Meer

Baumwolle wird seit Jahrtausenden zur Herstellung leichter Kleidung vor allem in tropischen Gebieten verwendet. Einige Quellen behaupten, dass schon die Ägypter ca. 12.000 v. Chr. mit Baumwolle gearbeitet hätten. In Babylon wurde Baumwolle als Weißes Gold bezeichnet. In mexikanischen Höhlen wurden Baumwollkleider gefunden, die etwa 7.000 Jahre alt sind. Die älteste Aufzeichnung über Baumwolle stammt aus Indien. Baumwolle wurde hier seit mehr als 3.000 Jahren angebaut und wird im Rigveda (um 1.500 v. Chr.) erwähnt. Rund 1000 Jahre später schrieb der griechische Historiker Herodot (490/480 bis 424 v. Chr.) über indische Baumwolle: „Es gibt wildwachsende Bäume, aus deren Frucht man eine Wolle gewinnen kann, die die Schönheit und Qualität der Schafwolle weit übertrifft. Die Inder machen aus dieser Baumwolle ihre Kleider“.

### Leinen
Leinen wurde unter anderem in Ägypten, Mesopotamien und Phönizien bereits vor 6000 bis 7000 Jahren systematisch verarbeitet. Ägyptische Mumien sind in Leinenstreifen gehüllt. Möglicherweise existierte die Leinenverarbeitung schon vor 10.000 Jahren. Von der griechischen und römischen Antike bis ins europäische Mittelalter war Leinen, neben Wolle, das Material für Kleidung. Leinen wurde im Mittelalter vor allem in Schwaben, Schlesien und im Elsass hergestellt.
Seine Blütezeit hatte das Leinen im vorindustriellen Europa. Als Baumwolle noch nicht in großen Mengen importiert wurde, war Leinen in Europa die wichtigste pflanzliche Faser. Bis Ende des 18. Jahrhunderts waren rund 18 % der verarbeiteten Fasern aus Flachs und rund 78 % aus Wolle. Leinen wurde lange Zeit nur in Handarbeit verarbeitet, später kamen auch industrielle Methoden hinzu. Bis ins 20. Jahrhundert wurde handgesponnenes, aber auch maschinell versponnenes Garn in Heimarbeit auf Handwebstühlen gewebt. Verarbeitet wurde das Leinen hauptsächlich in Irland, Holland, Westfalen, Sachsen, Schlesien und Böhmen.

### Hanf
Hanf ist eine der ältesten Nutzpflanzen der Welt. In China wurde er schon vor mindestens 10.000 Jahren genutzt. „Ma“, wie die Chinesen den Hanf nannten, lieferte ihnen nicht nur wohlschmeckende und nahrhafte Samen, auch die Stängel mit ihren besonders langen und nahezu unverwüstlichen Fasern wusste man schon früh zu schätzen. Über Indien und die antiken Hochkulturen im heutigen Irak trat der Hanf seinen Siegeszug um die Welt an. In Europa sind die ältesten Funde ca. 5.500 Jahre alt und stammen aus dem Raum Eisenberg (Deutschland). Aus der Gegend des heutigen Litauen stammen Funde von Hanfsamen (ca. 2500 v. Chr.) und eines Hanffadens (ca. 2300 v. Chr.). Wie von Herodot (450 v. Chr.) erwähnt wird, kleideten sich die alten Griechen und ihre ägyptischen Nachbarn oft mit Kleidung aus Hanfgewebe. Hanf und Flachs waren lange Zeit die wichtigsten Faserpflanzen Europas. Bei den Skythen im heutigen südlichen Russland ist seit 700 v. Chr. der Anbau von Ruderalhanf als Nutzpflanze sowie die Herstellung und der Export von Seilen bekannt. Über die Jahrhunderte hinweg geriet die vielseitige Pflanze nie in Vergessenheit. So fand man die im Jahre 565 n. Chr. bestattete Merowinger-Königin Adelheid in ein Hanfkleid gewandet, das sie in die Ewigkeit begleiten sollte. Kaiser Karl der Große erließ um 800 n. Chr. mit seiner „Capitulare“ das erste Hanf-Gesetz. Es verpflichtete seine Untertanen zum Anbau dieses Rohstoffes, welcher in Friedens- und Kriegszeiten bedeutsam war. Viele mittelalterliche Waffen, wie etwa der Langbogen, dessen Sehnen aus Hanf bestanden, wären ohne die robuste und widerstandsfähige Hanffaser, die enorme Zugkräfte aushält, nicht anzufertigen gewesen.

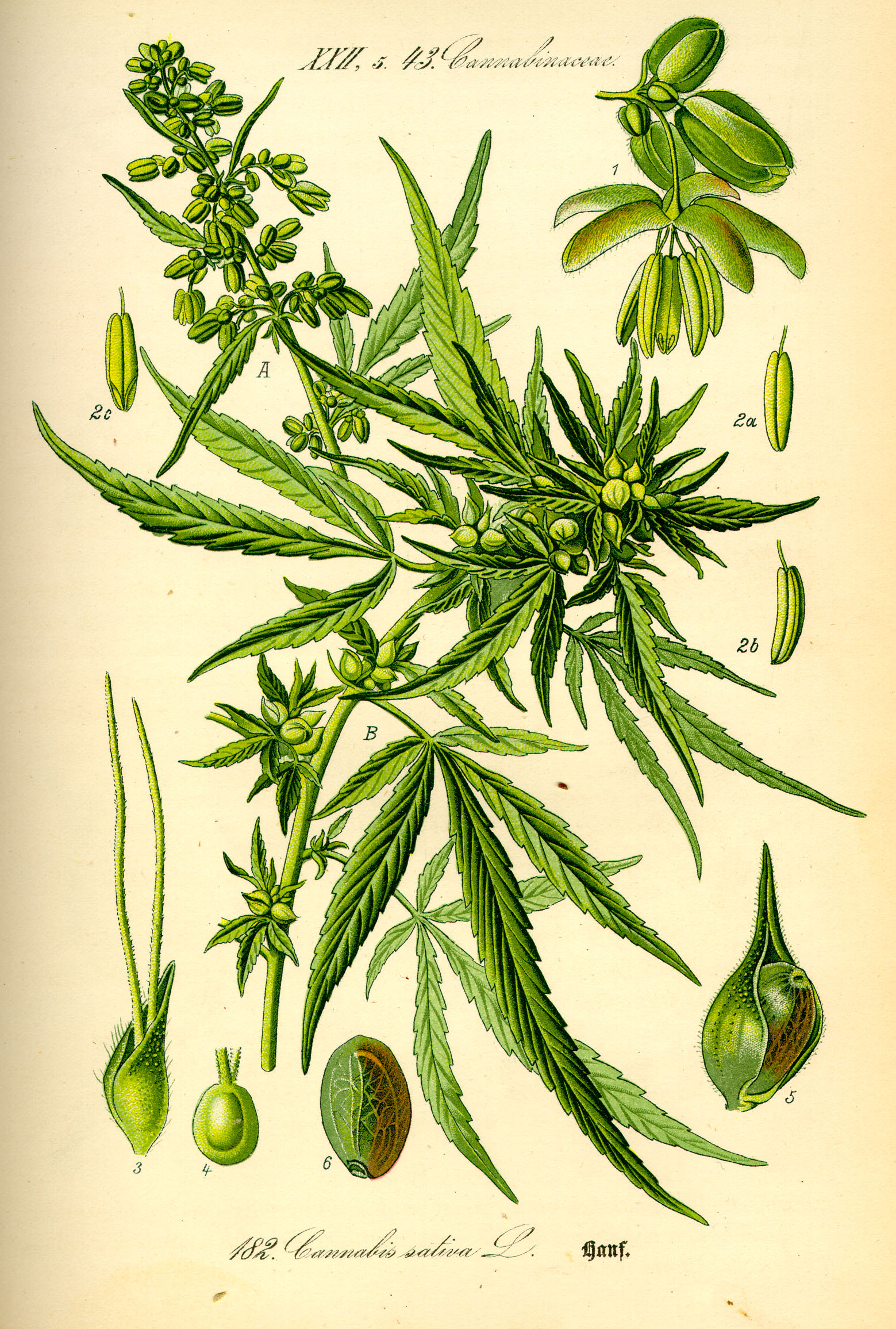
Illustration von Hanf aus dem Jahr 1885

Über Spanien fand im 13. Jahrhundert eine weitere Anwendung der Hanffaser ihren Weg nach Europa – die Papierherstellung. Holz konnte damals noch nicht verwendet werden, so dass Hanf, neben Hadern, die selbst oft aus Hanf bestanden, der wichtigste Rohstoff für die Papierproduktion war. So entstand in Nürnberg 1290 eine erste Papiermühle auf deutschem Boden. Gutenberg druckte 1455 seine berühmte Gutenberg-Bibel auf Hanfpapier und auch die amerikanische Unabhängigkeitserklärung von 1776 ist noch erhalten, weil sie auf fast unverwüstlichem Hanfpapier verfasst wurde. Hanfseile und Segeltuch aus Hanf waren in der Schifffahrt wichtig, da die Faser auch gegenüber Salzwasser sehr widerstandsfähig ist und wenig Wasser aufnimmt. Baumwollsegel würden bei Regen derartig schwer, dass die Masten brechen könnten. Auch Flachsleinen war ein schlechter Ersatz, da es bei Kontakt mit Wasser, anders als Leinwand aus Hanf, binnen weniger Monate verrottet. Venedig erreichte seine Vormachtstellung als bedeutendes Handelszentrum im Mittelalter unter anderem durch die hohe Qualität der Seilerei. In Südwestdeutschland ging der Hanfanbau mit dem Aufkommen des für die Bauern rentableren Tabakanbaus sowie mit der Einfuhr von Sisalfasern zurück und kam bis zum Ersten Weltkrieg, bis auf wenige Ausnahmen, praktisch zum Erliegen. In der Mitte des 20. Jahrhunderts verdrängten Kunstfasern, besonders des Herstellers DuPont, den Hanf auch aus der Textilproduktion.

### Nessel
(siehe auch Artikel Fasernessel und Nesseltuch)
Der Stängel vor allem der alten Pflanzen der Großen Brennnessel hat sehr lange und feste Bastfasern. Aus diesen wurde schon vor Jahrtausenden Nesselgarn, auch Nesselfaden genannt, hergestellt. Damit wurden beispielsweise – zusammen mit Birkenpech – Pfeilspitzen und Federn an Pfeilschäften befestigt, wie Funde aus dem 3. und 4. Jh. n. Chr. aus Nydam und Thorsberg im Archäologischen Landesmuseum in Schleswig belegen. Die Fasern eignen sich ferner zur Herstellung von Stoffen, wie zum Beispiel dem Nesseltuch, das fester als Leinen ist, ebenso wie für Fischernetze und Stricke. Die Einzelfasern der Brennnessel können dabei maximal 250 Millimeter betragen, bei Zuchtformen konnte man eine durchschnittliche Faserlänge von 52 Millimetern erreichen. Nachdem die Stoffart jahrzehntelang außer Gebrauch war, wird sie seit neuester Zeit in Deutschland von einer Firma wieder angeboten.

### Kokosfasern
Pflanzenfasern werden auch als Nebenprodukt gewonnen, so beim Anbau von Kokospalmen. Aus dem Mesocarp unreifer Früchte werden Kokosfasern gewonnen, die zu Garnen verarbeitet werden können. Es handelt sich um Faserbündel, die durch einen Pektin-Abbau durch Mikroorganismen aus dem umliegenden Gewebe getrennt gewonnen werden. Dazu wird das Mesocarp zunächst vom Steinkern gelöst und dann zum Abbau des Pektins, „Röstung“ genannt, mehrere Monate im Wasser gelagert. Bewährt haben sich dazu die Brackwässer von Lagunen. Heute werden aber vielfach Tanks benutzt. Nach diesem „Röstvorgang“ werden die Fasern traditionell durch Klopfen, bzw. heute maschinell, gelöst und noch feucht nach Farbe und Feinheit sortiert. Sie bestehen zu rund 45 % aus Lignin und zu rund 44 % aus Cellulose. Kokosfasern werden unter dem Namen Coir gehandelt. Sie dienen der Herstellung von Seilen, Matten, Teppichen und Wandverkleidungen. Zentrum der Kokosfaserindustrie sind Sri Lanka und Südwestindien. Allein der indische Bundesstaat Kerala liefert über 100.000 Tonnen Coir pro Jahr.